# Gürbe
Gürbe är ett vattendrag i Schweiz.   Det ligger i kantonen Bern, i den centrala delen av landet, 4 km sydost om huvudstaden Bern.
Omgivningarna runt Gürbe är en mosaik av jordbruksmark och naturlig växtlighet. Runt Gürbe är det tätbefolkat, med 493 invånare per kvadratkilometer.